# Shōya Nakajima
Shōya Nakajima (en japonés: 中島 翔哉; Hachiōji, Japón, 23 de agosto de 1994) es un futbolista japonés que juega como delantero en el Urawa Red Diamonds de la J1 League.

## Clubes
| Club                        | País     | Año       |
| --------------------------- | -------- | --------- |
| Tokyo Verdy                 | Japón    | 2013-2014 |
| F. C. Tokyo                 | Japón    | 2014-2018 |
| Kataller Toyama (cedido)    | Japón    | 2014      |
| Portimonense S. C. (cedido) | Portugal | 2017-2018 |
| Portimonense S. C.          | Portugal | 2018-2019 |
| Al-Duhail S. C.             | Catar    | 2019      |
| F. C. Oporto                | Portugal | 2019-2022 |
| Al-Ain F. C. (cedido)       | EAU      | 2021      |
| Portimonense S. C. (cedido) | Portugal | 2021-2022 |
| Antalyaspor                 | Turquía  | 2022-2023 |
| Urawa Red Diamonds          | Japón    | 2023-     |

## Palmarés

### Títulos nacionales
| Título                | Club         | País     | Año  |
| --------------------- | ------------ | -------- | ---- |
| Primeira Liga         | F. C. Oporto | Portugal | 2020 |
| Copa de Portugal      | F. C. Oporto | Portugal | 2020 |
| Supercopa de Portugal | F. C. Oporto | Portugal | 2020 |

### Distinciones individuales
| Distinción                                            | Año  |
| ----------------------------------------------------- | ---- |
| Jugador del partido contra Ecuador en la Copa América | 2019 |